# Mitosfilm
Mitosfilm ist eine deutsche Filmproduktionsfirma und -verleih mit Schwerpunkt auf jungem Nahostkino. Die Firma, die inzwischen auch Filme in Deutschland lebender Filmemacher produziert, wurde 2004 von Mehmet Aktaş in Berlin gegründet.

## Programm
In das deutsche Kino brachte der Verleih bislang Filme wie Schildkröten können fliegen (2004), Waiting for the Clouds (2004) und Zwei Mädchen aus Istanbul (2005). Neben dem Verleih hauptsächlich von Werken des türkischen, kurdischen, irakischen und iranischen Autorenkinos produziert und/bzw. verleiht Mitosfilm daneben inzwischen auch Langfilme von Regisseuren aus Deutschland, z. B. Hiner Saleem, Yüksel Yavuz oder auch Athanasios Karanikolas.
Der Verleih will mit seiner Auswahl von Filmen von Regisseuren wie Yeşim Ustaoğlu, Youssef Chahine und Bahman Ghobadi dem deutschen Kinogänger auch ein authentischeres Bild des Lebens im nahen Osten vermitteln, als es deutschsprachige Nachrichtensendungen vermögen.

## Filmografie

### Verleih
- Close up Kurdistan (2007)
- Dol (2007)
- Traces. The people of Paon
- Snijeg (2008)
- Elli Makra - 42277 Wuppertal (2007)
- Im Reich des Bösen (2007)
- Chaos (2007)
- Falafel (2006)
- Karov La Bayit (2005)
- Kilomètre zéro (2005)
- Schildkröten können fliegen (2004)
- Last Minute (2004)
- Schiffe aus Wassermelonen (2004)
- Bulutlari beklerken (2003)
- Daf (2003)

### Produktion
- Die Legende vom hässlichen König (2017)
- Haus Ohne Dach (2016)
- Gulîstan, Land Of Roses (2016)
- Memories on Stone (2014)
- Song Of My Mother (2014)
- Before Snowfall (2013)
- Trattoria (2012)
- No One Knows About Persian Cats (2009)
- Après La Chute (2008)
- The Land of Legend (2008)
- Close up Kurdistan (2007)
- Dol (2007)
- Daf (2003)

## In Produktion
- Something Useful

## Preise

### Die Legende vom hässlichen König
2017 GRANIT Dokumentarfilmpreis – Internationale Hofer Filmtage
2018 Öngören Preis für Demokratie und Menschenrechte – Filmfestival Türkei/Deutschland

### Memories on Stone
- 2016 Irakischer Oscarbeitrag
- 2015 Bester Internationaler Film - Antalya Film Festival
- 2015 Special Jury Award – Asian World Film Festival (Los Angeles)
- 2015 Best Film from the Arab World – Abu Dhabi Film Festival
- 2015 Best Film, Best Screenplay, Special Mention of the Critics – Fantasporto Film Festival
- 2015 Best Feature Narrative – Peace on Earth Film Festival Chicago
- 2015 Best Narrative Feature, Best Actor (Hussein Hassan), Special Jury Prize for Editing (Ebrahim Saeedi) – RiverRun International Film Festival
- 2014 Unesco Prize – Asia Pacific Screen Awards

### Before Snowfall
- 2014 Best Nordic Film - Goteborg Film Festival
- 2014 Fipresci Price - Lecce Festival of European Cinema

### Letter To The King
2014 Amanda Award for Best Screenplay - Norwegian International Filmfestival

## Einzelbelege
1. ↑  Statt Paris-Texas lieber Istanbul-Berlin Artikel aus der taz vom 4. Juni 2005
2. ↑  Margret Köhler: Das waren die 51. Hofer Filmtage. In: Kameramann.de. Abgerufen am 30. April 2018.
3. ↑  Die Jurys des 23. Filmfestival Türkei Deutschland haben entschieden. In: Filmfestival Türkei/Deutschland. Archiviert vom Original (nicht mehr online verfügbar) am 1. Mai 2018; abgerufen am 30. April 2018.  Info: Der Archivlink wurde automatisch eingesetzt und noch nicht geprüft. Bitte prüfe Original- und Archivlink gemäß Anleitung und entferne dann diesen Hinweis.